# 箕島駅
箕島駅（みのしまえき）は、和歌山県有田市箕島にある、西日本旅客鉄道（JR西日本）紀勢本線（きのくに線）の駅である。
有田市の代表駅で中心地の一角にあり、特急「くろしお」の一部が停車する（主に新大阪 - 白浜間を運転する停車型タイプ）。また、御坊方面行きを中心に当駅で特急を待避する普通列車も多い（2010年3月改正ダイヤでは、和歌山方面の待避列車の設定は1本もなかった。2013年3月16日現在では一日に数本和歌山方面への列車の待避が行われる）。なお例年8月に開催される「紀文まつり」当日は3万人ほどの観光客が利用する。また、普通電車が3本（和歌山方面行き2本、御坊方面行き1本）が臨時で運行される。駅東側にはJR西日本和歌山保線区箕島管理室がある。

## 歴史
- 1924年（大正13年）2月28日：紀勢西線の駅として開業[1][3]。当初は終着駅であった。
- 1925年（大正14年）12月11日：紀勢西線が紀伊宮原駅まで延伸[1]。途中駅となる。
- 1959年（昭和34年）7月15日：現在の紀勢本線が全通、紀勢本線所属となる[1]。
- 1980年（昭和55年）10月1日：ダイヤ改正により特急「くろしお」の一部の列車の停車駅となる。
- 1984年（昭和59年）2月1日：荷物扱い廃止[3]。
- 1985年（昭和60年）3月14日：荷物扱い廃止[3]。
- 1987年（昭和62年）4月1日：国鉄分割民営化により西日本旅客鉄道の駅となる[1][3]。
- 2008年（平成20年）5月1日：3ヶ月の工期でトイレの改築が開始される。なお、工事開始と同時に仮設トイレが設置された。
- 2011年（平成23年）9月中旬：同年12月下旬の完成を目標に駅前ロータリーの整備工事が始まる。
- 2012年（平成24年）6月1日：地区駅長制度導入により、地区駅長が配置される。
- 2014年（平成26年）：電車とプラットホームの段差解消、スロープの設置、改札口の拡幅、こ線橋の手すりの改修、エレベーターの設置などのバリアフリー化工事が完了。エレベーターは3月19日より供用開始。
- 2016年（平成28年）12月17日：ICカード「ICOCA」の利用が可能となる[4]。
- 2020年（令和2年）
  - 2月29日：この日をもってみどりの窓口が営業を終了[2]。
  - 3月1日：みどりの券売機プラスの利用を開始[2]。
  - 6月1日：改札・案内業務をJR直営から子会社である、株式会社JR西日本メンテックへ業務委託。それに伴い、地区駅長も廃止となる。改札窓口営業時間も変更。
- 2021年（令和3年）7月1日：駅業務がJR西日本メンテックからJR西日本交通サービスに移管された。

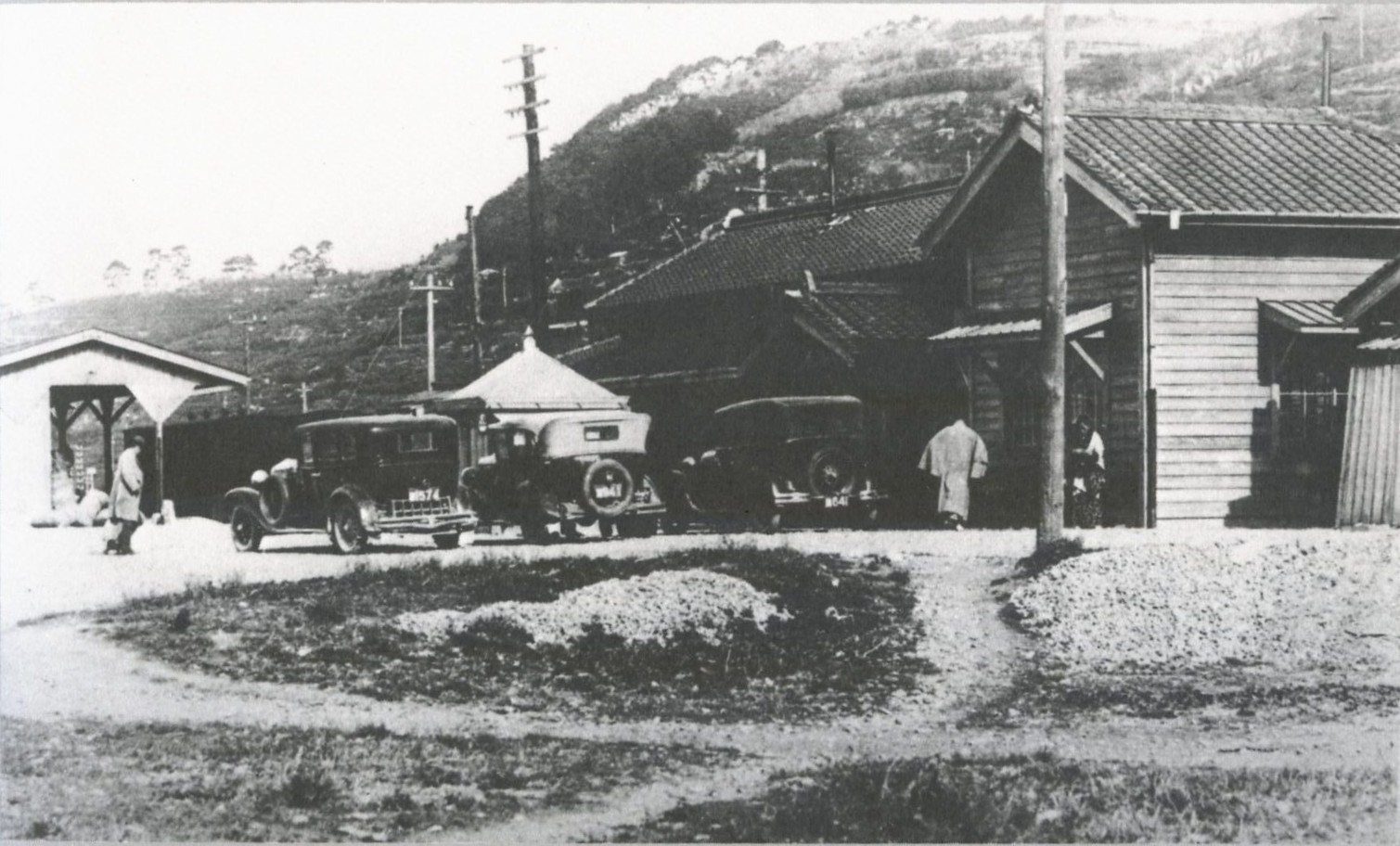
1933年の箕島駅
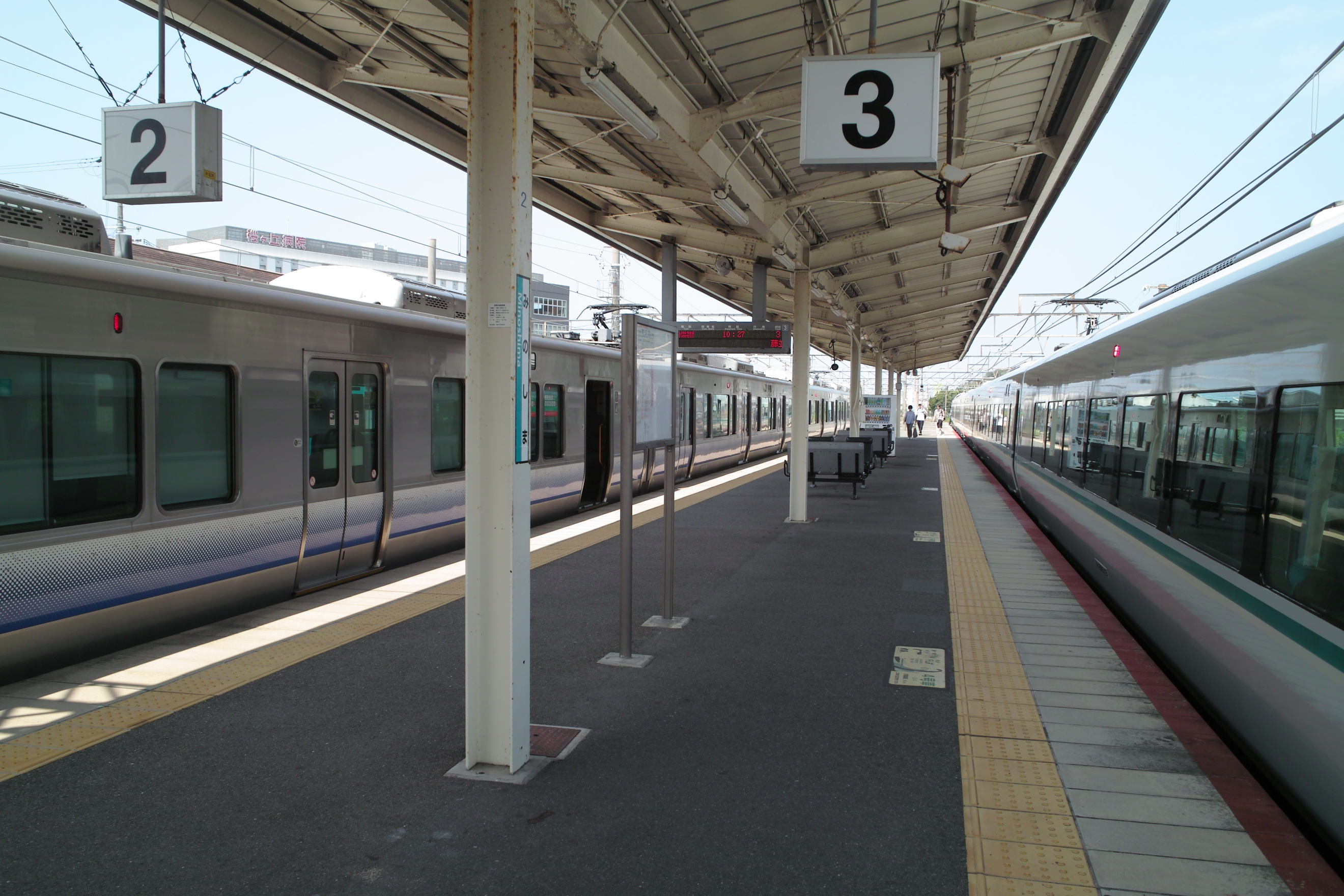
ホーム（2025年8月）
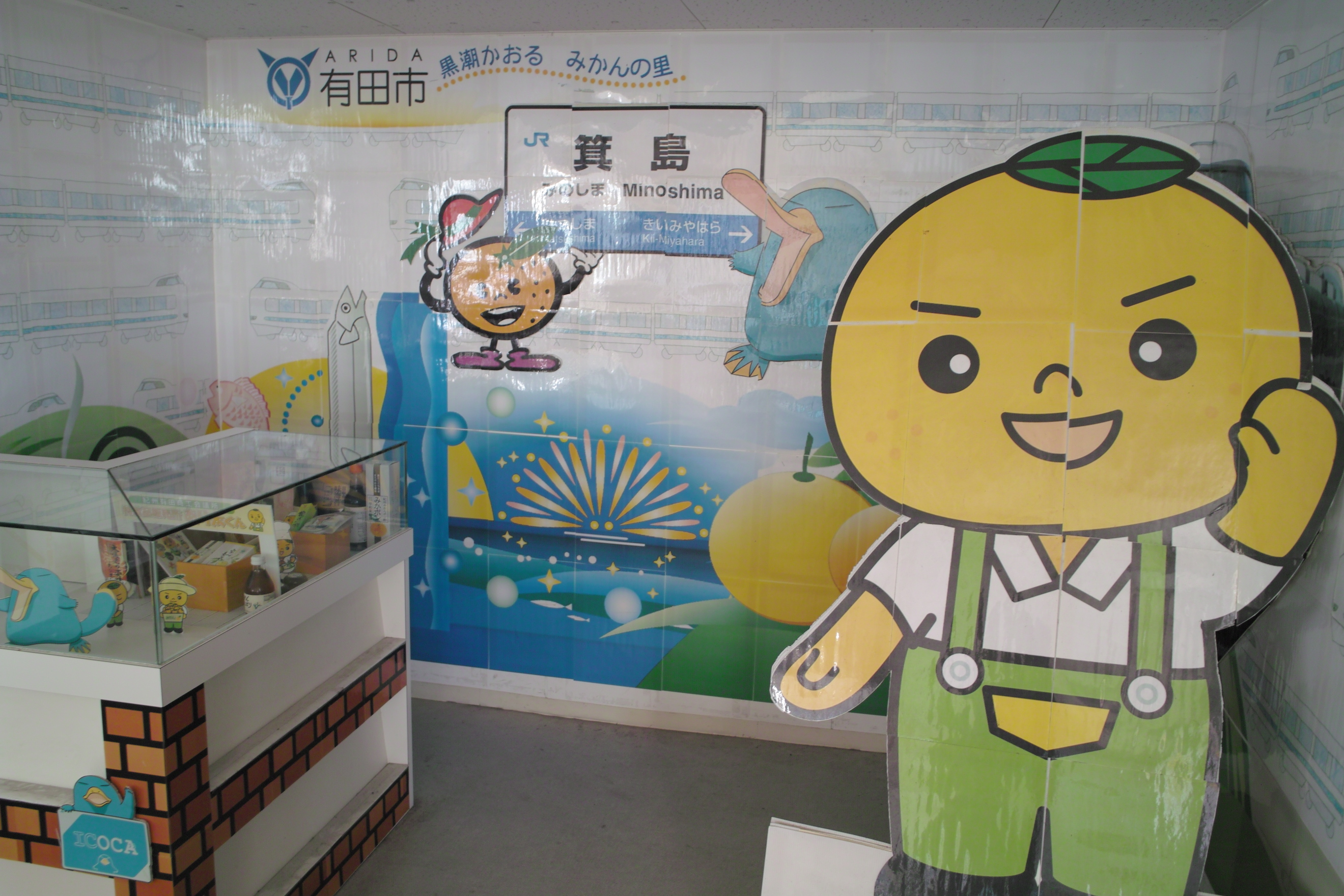
待合室併設観光パンフスタンド（2025年8月）

## 駅構造
単式ホーム1面1線と島式ホーム1面2線、計2面3線のホームを有する地上駅。駅舎は単式ホームの1番のりば側にあり、島式ホームの2・3番のりばへは跨線橋で連絡している。
業務委託駅であり、紀伊田辺駅（管理駅）管区の業務委託駅。かつては広川ビーチ駅 - 黒江駅の各駅を管理していたが、後に海南駅に管理権限が移管され、当駅自体も海南駅の被管理駅となった。2012年6月からは海南駅の管理駅廃止に伴い（和歌山駅の管理となる）、当駅も御坊駅の被管理駅となった。その後、御坊駅が紀伊田辺駅の被管理駅になったことに伴って、2020年より紀伊田辺駅の被管理駅となった。みどりの券売機プラス設置駅である。駅舎は開業当初からのものを使っている。
自動体外式除細動器（AED）が1台設置されている。「こども110番の駅」にも指定されている。
2014年3月末からエレベーターの利用が開始された。

### のりば
| のりば | 路線       | 行先                       | 備考           |
| ------ | ---------- | -------------------------- | -------------- |
| 1      | きのくに線 | 和歌山・天王寺・新大阪方面 |                |
| 2      | きのくに線 | 和歌山・天王寺方面         | 一部の普通列車 |
| 2      | きのくに線 | 御坊・白浜・新宮方面       | 一部の普通列車 |
| 3      | きのくに線 | 御坊・白浜・新宮方面       |                |

※上表の路線名は旅客案内上の名称（愛称）で表記している。
付記事項
- 下り本線は1番のりば、上り本線は3番のりば。2番のりばは上下共用の待避線（中線）であり、基本的には後続の特急を待ち合わせる普通列車が使用する。
- 2010年3月13日改正ダイヤでは和歌山方面への待避列車がなかったことから錆取り列車として、1日1回のみ2番線に入線させていた。

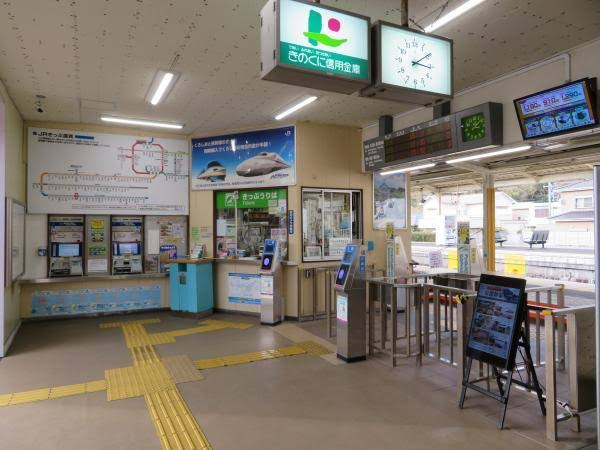
有人時代の改札口（2018年8月）

## 利用状況
近年の1日平均乗車人員の推移は以下の通りである。
| 年度   | 1日平均 乗車人員 |
| ------ | ---------------- |
| 1998年 | 2,284            |
| 1999年 | 2,155            |
| 2000年 | 2,095            |
| 2001年 | 2,086            |
| 2002年 | 2,081            |
| 2003年 | 2,060            |
| 2004年 | 1,994            |
| 2005年 | 1,927            |
| 2006年 | 1,888            |
| 2007年 | 1,801            |
| 2008年 | 1,775            |
| 2009年 | 1,731            |
| 2010年 | 1,786            |
| 2011年 | 1,748            |
| 2012年 | 1,738            |
| 2013年 | 1,767            |
| 2014年 | 1,665            |
| 2015年 | 1,712            |
| 2016年 | 1,714            |
| 2017年 | 1,747            |
| 2018年 | 1,715            |
| 2019年 | 1,642            |
| 2020年 | 1,304            |
| 2021年 | 1,269            |
| 2022年 | 1,305            |

## 駅周辺

箕島の街並

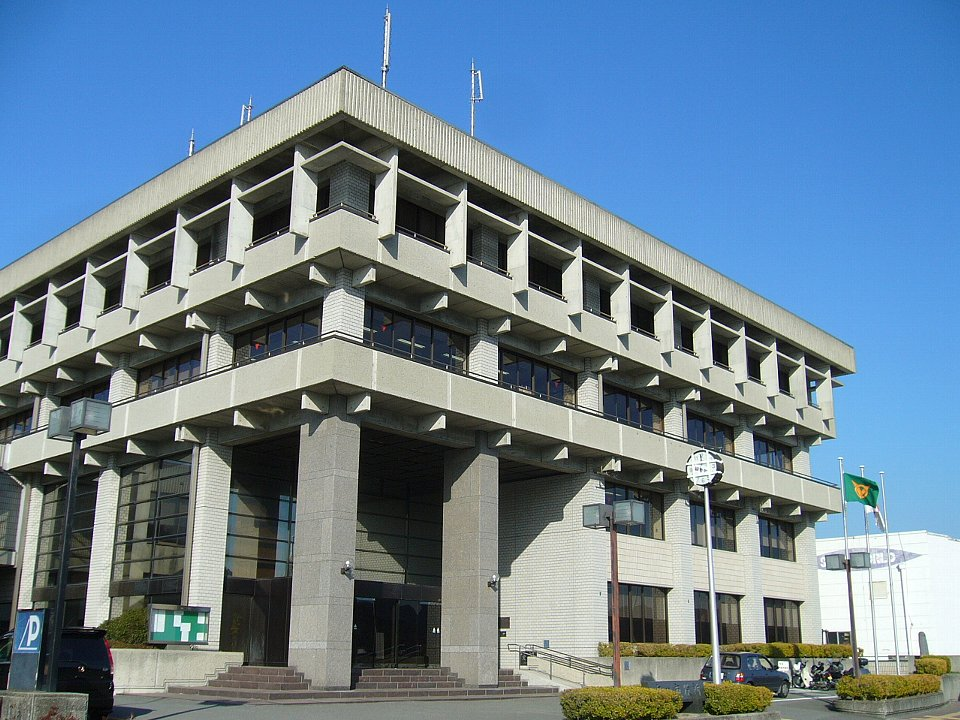
有田市役所

周辺は、有田市の中心市街地である。また、有田みかんの産地となっている。
- 有田市役所
- 有田市消防本部
- 有田市民会館
  - 紀文ホール
  - 有田市立図書館
- 有田市文化福祉センター
  - 有田市郷土資料館
  - 有田市みかん資料館
  - 有田市保健センター
  - 子育て世代活動支援センター Waku Waku
- 紀州有田商工会議所
- 箕島郵便局
- きのくに信用金庫箕島駅前支店
- 和歌山県立箕島高等学校
- 有田市立箕島中学校
- 有田市立箕島小学校
- 箕島保育所
- オークワ 箕島店
- マツゲン 箕島店
- コーナン箕島店
- エバグリーン有田店
- 有田市立病院
- 有田警察署
- 有田温泉
- 有田川温泉
- 浄妙寺

### バス路線
- 中紀バス
  - 駅前から有田市デマンドバスを運行している。

## その他
- 当駅は有田市の中心駅だが、旧町名に因んで箕島駅と呼称している（有田は郡名から来た市名）。なお、有田を呼称する駅は佐世保線の有田駅のほか、紀勢本線には旧国名を冠した紀伊有田駅（串本町有田）がある。
- 当駅で天王寺駅以遠の区間までの乗車券類を購入し往復特急を利用した場合に、駐車料金が48時間以内に限り無料となる「パークアンドライド」を実施していた。なお、駐車スペースは8台分用意されていた。

## 隣の駅
西日本旅客鉄道（JR西日本）
 きのくに線（紀勢本線）
- 特急「くろしお」一部停車駅

■快速
藤並駅 - 箕島駅 - 加茂郷駅
■普通（阪和線内で直通快速または紀州路快速となる列車を含む）
紀伊宮原駅 - 箕島駅 - 初島駅